# Diaglyptidea lavoiei
Diaglyptidea lavoiei là một loài tò vò trong họ Ichneumonidae.